# Ningen dock
Ningen dock (jap. 人間ドック ningen-dokku) – charakterystyczny dla Japonii system kontroli medycznej. Kontrola przebiega w ciągu 1 ~ 2 dni. W czasie jej trwania przeprowadzane są kompleksowe badania w tym: krwi, moczu, stolca, prześwietlenia roentgenowskie oraz ultrasonografia. Następnie odbywa się rozmowa z lekarzem na temat przyzwyczajeń (np. żywnościowych) oraz zostaje zebrany wywiad anamnestyczny. Po otrzymaniu wyników badań lekarz przedstawia je osobie badanej i udziela porad. 

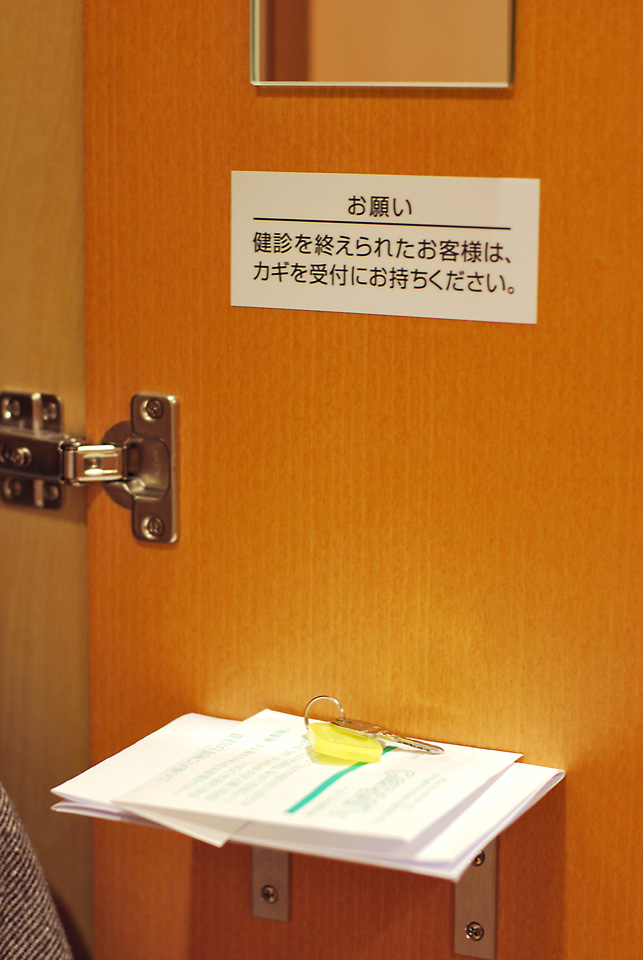

Program został uruchomiony w 1954 roku w Tokio i w założeniach miał być szczegółową kontrolą medyczną zajmującą możliwie krótki czas. Wówczas przeprowadzenie badań wymagało pozostania w szpitalu na okres 6 dni i 5 nocy. Program cieszył się tak dużą popularnością, że gazeta Yomiuri Shimbun, porównując go do procesu konserwacji statku w doku po przebytej podróży morskiej, ochrzciła go mianem ningen dock (ludzki dok), pod którą to nazwą funkcjonuje do dziś.
Program ningen dock stał się zasadniczym sposobem dbania o zdrowie. Rocznie ok. 3 milionów osób korzysta z tego systemu w ok. 1500 placówkach na terenie kraju. Głównym czynnikiem jego popularności jest finansowanie badań pracowników przez zarządy firm japońskich. Kolejnym czynnikiem jest zwiększone zainteresowanie Japończyków na temat zdrowia.
W 2006 roku zostało utworzone Międzynarodowe Towarzystwo Ningen Dock oraz na Okinawie odbył się Światowy Zjazd do spraw Ningen Dock, w którym wzięło udział wielu lekarzy spoza Japonii, głównie z krajów Azji Wschodniej.
W ostatnich latach zanotowano wzrost liczby turystów przybywających do Japonii, aby skorzystać z programu ningen dock.